# Zemisia
Zemisia là một chi thực vật có hoa trong họ Cúc (Asteraceae).

## Loài
Chi Zemisia gồm các loài: